# Albert Thévenot
Albert Privet Thévenot MAfr (ur. 6 listopada 1945 w Treherne zm. 13 kwietnia 2025 w Prince Albert) – kanadyjski duchowny katolicki, biskup Prince-Albert w latach 2008–2021.

## Życiorys
Święcenia kapłańskie otrzymał 2 sierpnia 1980 w zgromadzeniu Misjonarzy Afryki. Po święceniach pracował w Tanzanii i w rodzinnym kraju. W 1996 został asystentem regionalnym zakonu dla Tanzanii, Kenii i Sudanu, zaś w latach 1998-2004 był radnym generalnym. W 2005 powrócił do Kanady i objął funkcję krajowego sekretarza Papieskich Dzieł Misyjnych, a rok później został wybrany przełożonym prowincji kanadyjskiej Ojców Białych.
26 maja 2008 papież Benedykt XVI mianował go ordynariuszem diecezji Prince-Albert w metropolia Regina. Sakry w dniu 6 sierpnia 2008 udzielił mu abp Luigi Ventura. 25 marca 2021 papież Franciszek przyjął jego rezygnację z pełnionego urzędu.